# Richard Barstow
Richard "Dick" Barstow, född 1 april 1908 i Ashtabula, Ohio, död 2 maj 1981 i New York, var en amerikansk koreograf.

## Filmografi (i urval)
- 1954 - En stjärna föds
- 1953 - En flicka för mej (1953)
- 1952 - Världens största show